# Варшавянка
«Варшавя́нка» (пол. Warszawianka 1905 roku) — польская и русская революционная песня.

## История создания
Оригинальную польскую песню написал Вацлав Свенцицкий (1848—1900). Она известна в Польше как «Варшавянка 1905 года» (для отличия от «Варшавянки 1831 года» — гимна Ноябрьского восстания).
Свенцицкий написал текст, отбывая в Варшавской цитадели срок за социалистическую деятельность, в 1879 году. По возвращении Свенцицкого из сибирской ссылки текст был опубликован в нелегальном польском журнале «Proletariat» (1883). Название «Warszawianka» закрепилось за ней после первомайской демонстрации 1905 года.
В мелодии частично использован «Марш зуавов» с текстом варшавского поэта Влодзимежа Вольского (1824—1882), который стал популярным маршем восстания 1863 года. Автор музыки «Марша зуавов» неизвестен; иногда предполагают, что им был Станислав Монюшко, к операм которого Вольский писал либретто.
Автором русского текста по традиции считается Г. М. Кржижановский, а временем его создания — пребывание Кржижановского в Бутырской тюрьме (1897). Текст публиковался, начиная с 1900 года. Массовое распространение песня получила во время революции 1905 года.
Русский текст близок оригиналу Свенцицкого, радикально изменилась лишь строчка припева «Марш, марш, Варшава!» — она превратилась в «Марш, марш, вперёд, рабочий народ».

## История бытования
Танцовщица и хореограф Айседора Дункан в 1924 году создала танец под названием «Варшавянка» на мотив песни. Она посвятила танец жертвам Кровавого воскресенья. Танец изображает отряд рабочих, которые спасают красное знамя, выпавшее из рук знаменосца.
«Варшавянка» повлияла на песню «A las barricadas», которая стала гимном анархистов во время испанской гражданской войны 1936—1939 гг.
«Варшавянка» звучит в ряде советских фильмов, среди которых: «Юность Максима»  (1935), «Вихри враждебные» (1953), «В начале века»  (1961). Первые три строчки из «Варшавянки» включены в состав песни «Второй эшелон» Егора Летова.  В романе «Век святого Скиминока» её пели черти, когда шли на захват тюрьмы.

## Текст
| Перевод Г. М. Кржижановского: Вихри враждебные веют над нами, Тёмные силы нас злобно гнетут. В бой роковой мы вступили с врагами, Нас ещё судьбы безвестные ждут. Но мы подымем гордо и смело Знамя борьбы за рабочее дело, Знамя великой борьбы всех народов За лучший мир, за святую свободу. Припев: На бой кровавый, Святой и правый Марш, марш вперёд, Рабочий народ. Мрёт в наши дни с голодухи рабочий, Станем ли, братья, мы дольше молчать? Наших сподвижников юные очи Может ли вид эшафота пугать? В битве великой не сгинут бесследно Павшие с честью во имя идей. Их имена с нашей песней победной Станут священны мильонам людей. Припев Нам ненавистны тиранов короны, Цепи народа-страдальца мы чтим. Кровью народной залитые троны Кровью мы наших врагов обагрим! Месть беспощадная всем супостатам! Всем паразитам трудящихся масс! Мщенье и смерть всем царям-плутократам! Близок победы торжественный час. Припев | И песня на польском языке (в оригинале): Śmiało podnieśmy sztandar nasz w góre, Choć burza wrogich żywiołów wyje, Choć nas dziś gnębią siły ponure, Chociaż niepewne jutro niczyje. O, bo to sztandar całej ludzkości, To hasło święte, pieśń zmartwychwstania, To tryumf pracy, sprawiedliwości, To zorza wszystkich ludów zbratania! Ref. Naprzód Warszawo! Na walkę krwawą, Świętą a prawą! Marsz, marsz, Warszawo! (bis) 2. Dziś, gdy roboczy lud ginie z głodu, Zbrodnią w rozkoszy tonąć jak w błocie, I hańba temu, kto z nas za młodu, Lęka się stanąć choć na szafocie! O, nie bez śladu każdy z tych skona, Co życie sprawie oddają w darze, Bo nasz zwycięski śpiew ich imiona Milionom ludzi ku czci przekaże! 3. Hurra! Zerwijmy z carów korony, Gdy ludy dotąd chodzą w cierniowej, I w krwi zatopmy nadgniłe trony, Spurpurowiałe we krwi ludowej! Ha! Zemsta straszna dzisiejszym katom, Co wysysają życie z milionów. Ha! Zemsta carom i plutokratom, A przyjdzie żniwo przyszłości plonów! |

## В популярной культуре
Русский поэт и композитор Игорь Тальков в своей творческой аранжировке переделал «Варшавянку» на мотив «ламбады», в начале исполнения которой он нарочито строго вопрошает у своих музыкантов: „Стоп! Товарищи! Это что, ламбада?“, — на что те утвердительно ему отвечают, но добавляют, что ламбада эта не простая, а «революционная».